# Gladys Pyle
Gladys Pyle (Huron, Dél-Dakota, 1890. október 4. – Huron, 1989. március 14.) az Amerikai Egyesült Államok szenátora (Dél-Dakota, 1938–1939).